# 望月あんね
望月 あんね（もちづき あんね、1977年 - ）は、日本の小説家。宮城県に生まれる。

## 経歴
2005年、「グルメな女と優しい男」が第48回群像新人文学賞の優秀作に選ばれる。

## 作品リスト

### 単行本
- 『グルメな女と優しい男』（2005年7月15日、講談社、ISBN 9784062130257）
  - 初出:『群像』2005年6月号
- 『愛の島』（2006年4月20日、講談社、ISBN 9784062133258）
  - 初出:『群像』2005年9月号
- 『バイバイ』（2007年10月、光文社、ISBN 9784334925758、書き下ろし）

### 単行本未収録作品
- 闇を囲う（『群像』2006年5月号）